# Pro Domo
Pro domo is een Nederlandse stomme film uit 1918 van Theo Frenkel sr. in zwart-wit. De film is gebaseerd op een toneelstuk van A.W.G van Riemsdijk.

## Rolverdeling
| Acteur                | Personage                     |
| --------------------- | ----------------------------- |
| Louis Bouwmeester     | Graaf Louis de Prebois Grance |
| Theo Mann-Bouwmeester | zijn vrouw                    |
| Lily Bouwmeester      | hun dochter                   |
| Frits Bouwmeester jr. |                               |
| Ernst Winar           |                               |